# André Nagy
Andrej Prean Nagy, dit András Nagy ou André Nagy, né le 8 septembre 1923 à Vulcan (Hunedoara) et mort le 5 septembre 1997, était un footballeur et entraîneur hongrois de football.

## Biographie
En tant qu'attaquant, André Nagy est international hongrois de football à trois reprises, en 1943, sans inscrire de but. 
Débutant à Ferencváros en 1939, il remporte le championnat hongrois à deux reprises et trois coupes nationales. Puis en 1945, il joue pour le Bayern Munich, mais signe rapidement dans le club français de l'AS Cannes, puis à l'Olympique de Marseille pendant trois saisons, remportant le championnat de France en 1948, puis joue deux saisons au RC Strasbourg, remportant la Coupe de France 1951 en inscrivant à la quatre-vingt septième minute le troisième but de la finale (3-0 contre l'US Valenciennes-Anzin). Il finit sa carrière en Espagne, à l'UD Las Palmas (1952-1955), remportant la D2 espagnole en 1954.
Puis à partir de 1963, il entame une carrière d'entraîneur essentiellement en Tunisie : mise à part une expérience de quelques mois en 1968 aux États-Unis avec deux clubs (Detroit Cougars et Washington Whips), il dirige des clubs tunisiens de 1963 à 1987 (Sfax railway sport, Club africain et CS Hammam Lif) et dirige de 1974 à 1975, la sélection tunisienne.

## Palmarès

### En tant que joueur
- Championnat hongrois
  - Champion en 1940 et en 1941
- Coupe de Hongrie
  - Vainqueur en 1942, en 1943 et en 1944
- Championnat de France D1
  - Champion en 1948
- Coupe de France
  - Vainqueur en 1951
- Championnat d'Espagne D2
  - Champion en 1954

### En tant qu'entraîneur
- Coupe de Tunisie
  - Vainqueur en 1969 et 1970
- Championnat tunisien
  - Champion en 1979 et en 1980